# Autréville-Saint-Lambert
Autréville-Saint-Lambert település Franciaországban, Meuse megyében. Lakosainak száma 35 fő (2022. január 1.). Autréville-Saint-Lambert Malandry, Vaux-lès-Mouzon, Inor, Moulins-Saint-Hubert, Pouilly-sur-Meuse és Mouzon községekkel határos.

## Népesség
A település népességének változása:
| Lakosok száma | 43   | 48   | 39   | 47   | 42   | 42   | 40   | 40   | 40   | 35   |
|               | 1968 | 1982 | 1990 | 2006 | 2013 | 2015 | 2017 | 2019 | 2020 | 2022 |